# Schaffen
Schaffen is een deelgemeente van de Belgische stad Diest (arrondissement Leuven, Vlaams-Brabant). Schaffen was een zelfstandige gemeente tot aan de gemeentelijke herindeling van 1977. Het dorp ligt op de overgang van de Kempen naar het Hageland.
Schaffen is vooral bekend omdat de kazerne en het opleidingscentrum van het Belgisch leger voor parachutisten er gevestigd is, en een militair vliegveld, aangelegd door het Duitse leger tijdens de Eerste Wereldoorlog in 1916. Dit vliegveld wordt tijdens het weekend ook gebruikt door de burgerparachutisten van Para Centrum Vlaanderen (PCV), Diest Aero Club (DAC) om te zweefvliegen en door Diest Model Club (DMC) voor het vliegen met modelbouw-vliegtuigen. Jaarlijks wordt er rond de 15de augustus op dit vliegveld een "fly-en-drive-in" georganiseerd. Dit evenement trekt altijd veel geïnteresseerden. Bezoekende sportvliegtuigen komen uit heel Europa en de oldtimers, vrachtwagens, tractoren, motoren en huifkarren komen uit de grotere regio rond België.
De voormalige gemeente had tussen 27 mei 1878 en 29 september 1957 een eigen station langs spoorlijn 17 tussen Diest en station Beringen-Mijn.

## Bezienswaardigheden
- De Sint-Hubertuskerk
- De Verloren Kostmolen

## Natuur en landschap
Schaffen ligt in het Hageland op een hoogte van 20-57 meter. Ten noorden van Schaffen loopt de Veldbeek.

## Demografische ontwikkeling
- Bronnen:NIS, Opm:1831 tot en met 1970=volkstellingen; 1976 = inwoneraantal op 31 december
- 1900:Afsplitsing in 1900 van nieuwe gemeente Molenstede

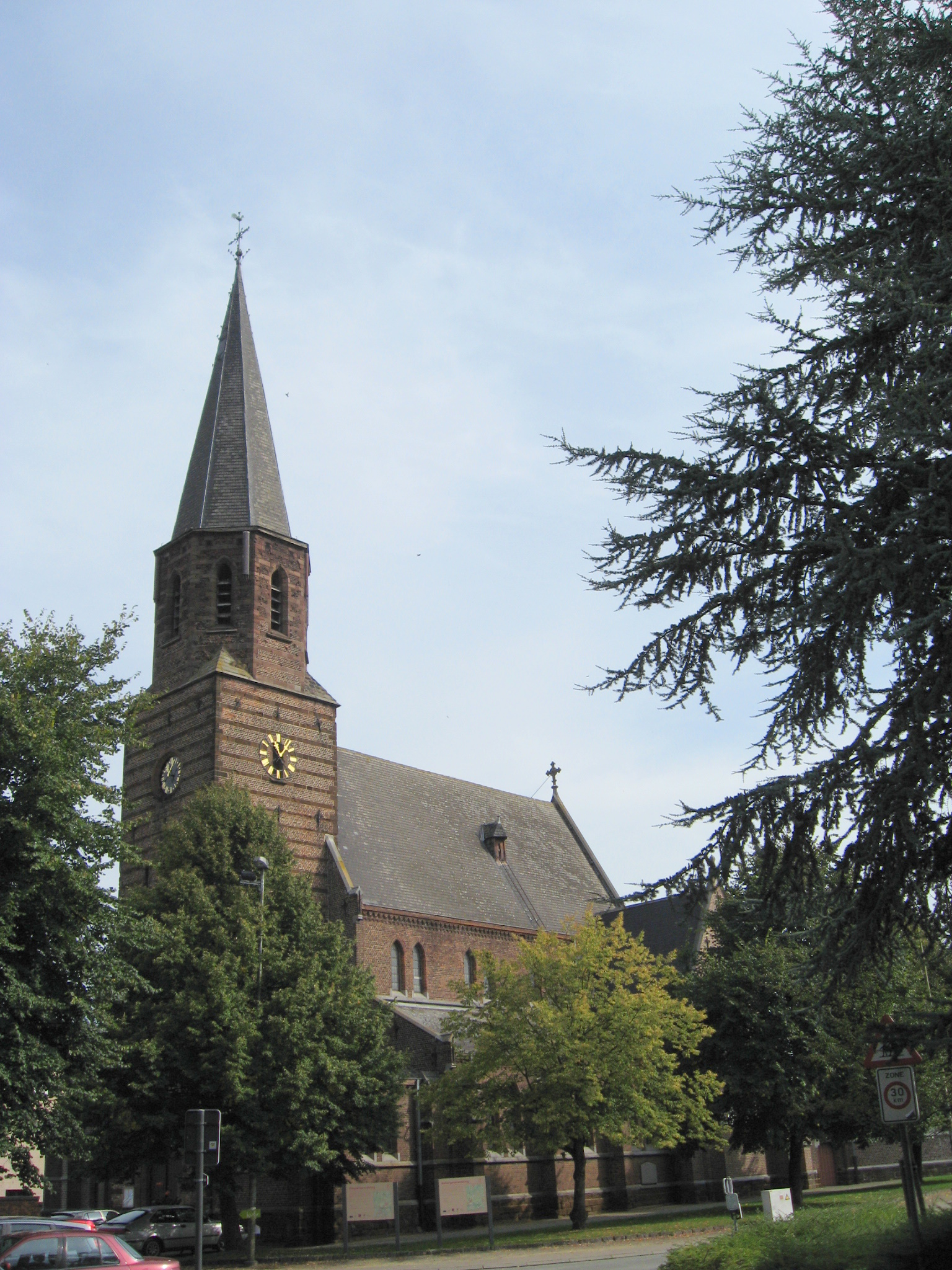
Sint-Hubertuskerk

## Nabijgelegen kernen
Diest, Engsbergen, Deurne, Paal, Meldert